# BorsodChem
Koordinaten: 48° 14′ 39,3″ N, 20° 39′ 24″ O

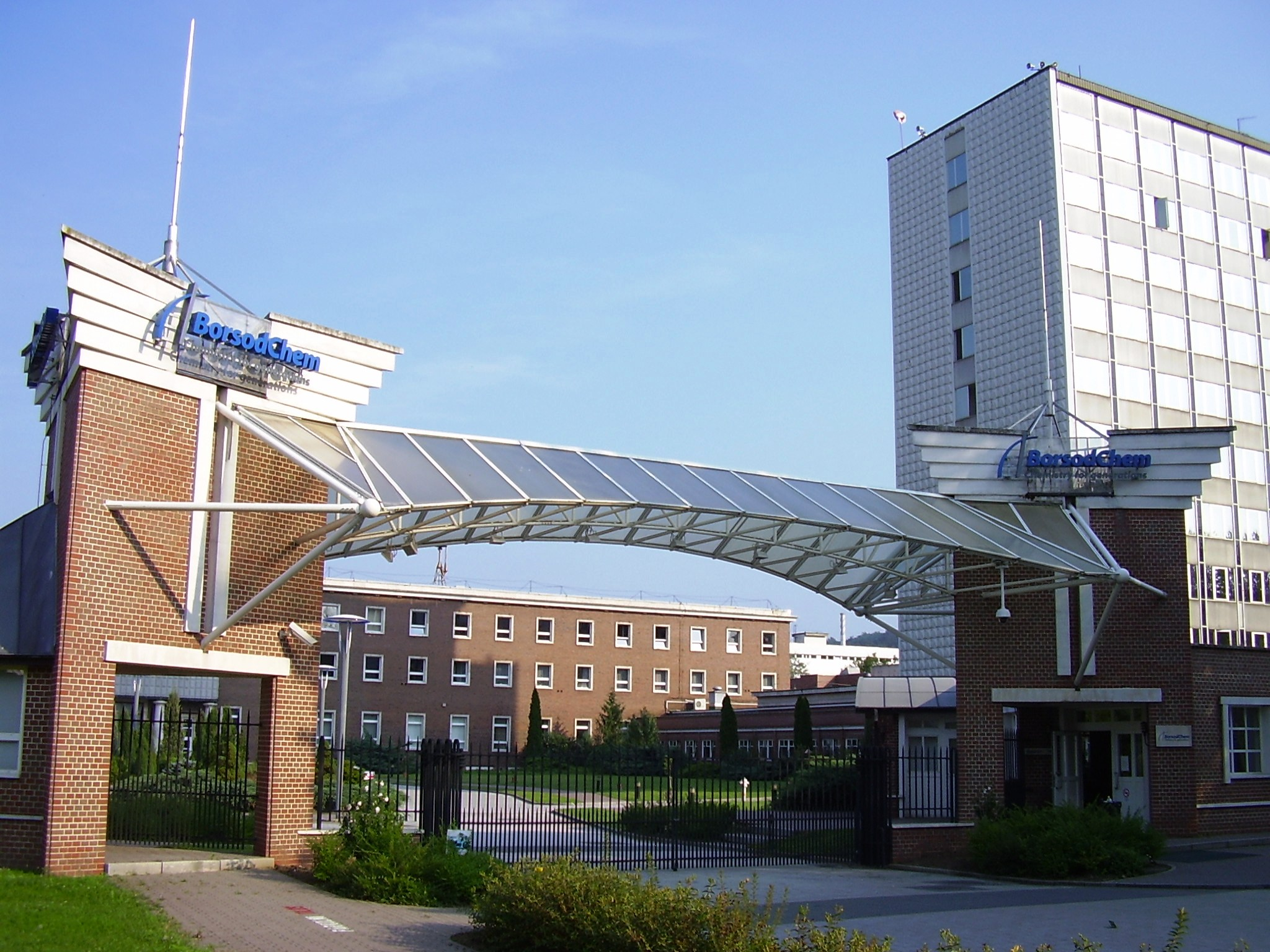

BorsodChem ist ein ungarisches Chemieunternehmen. Das Stammwerk in Kazincbarcika (ungarisch Borsodi Vegyi Kombinát, BVK) wurde 1949 gegründet. Ab dem Jahr 1963 wurde PVC hergestellt. Seit 1990 bzw. 2000 werden auch MDI und TDI produziert.
Das Unternehmen besitzt weitere Werke in Ostrava (MCHZ) und Kędzierzyn-Koźle (Petrochemia-Blachownia).
2007 wurde BorsodChem von Permira gekauft. Diese verkaufte das Unternehmen 2011 an die Wanhua Industrial Group.